# Sweet Home 3D
Pour les articles homonymes, voir Sweet Home.
Sweet Home 3D est un logiciel libre sous licence publique générale GNU d'aide à l'aménagement des meubles d'un logement sur un plan en 2D, avec une prévisualisation immédiate en 3D (logiciel de modélisation 3D).

## Caractéristiques
Développé en Java, ce logiciel est disponible soit en version online, soit sous la forme d'une application Java Web Start qui nécessite l'installation préalable d'une machine virtuelle Java, soit sous la forme d'une application fournie avec une machine virtuelle Java (pour éviter à l'utilisateur d'installer Java lui-même).
Ce logiciel peut fonctionner sous Mac OS X, Windows, Linux, Android et iOS et est proposé en 29 langues différentes.
Seul logiciel d'aménagement intérieur open source, il est installé plus de 10 000 fois par jour aussi bien par des débutants que par des professionnels.
Créé en 2005, ce logiciel est régulièrement mis à jour. Avec Sweet Home 3D, il est possible notamment de :
- Dessiner les murs et les pièces d'un logement à partir d'un fichier vide, ou par-dessus l’image d’un plan existant, sur un ou plusieurs étages.
- Appliquer une couleur ou une texture aux murs, aux sols et aux plafonds, en important des images si besoin.
- Disposer des portes, des fenêtres et des meubles dans le plan par glisser-déposer à partir d’un catalogue d'objets organisés par catégories,
- Importer des modèles 3D (meubles par exemple) personnalisés ou téléchargés du web,
- Modifier les dimensions, l’orientation, l’élévation, les couleurs et les textures des meubles.
- Ouvrir certaines portes et fenêtres et certains objets (piano, commode...)
- Visualiser les modifications dans le plan simultanément dans une vue 3D,
- Naviguer soit en vue aérienne, soit du point de vue d’un visiteur virtuel.
- Créer des images photo-réalistes en fonction de l'heure du jour et des sources lumineuses placées dans le plan.
- Créer une vidéo à partir d'un parcours virtuel dans la vue 3D.
- Imprimer le plan et la vue 3D ou les exporter dans des fichiers aux formats standards PDF, PNG, JPEG, SVG, OBJ pour réutiliser dans d'autres logiciels.

## Images

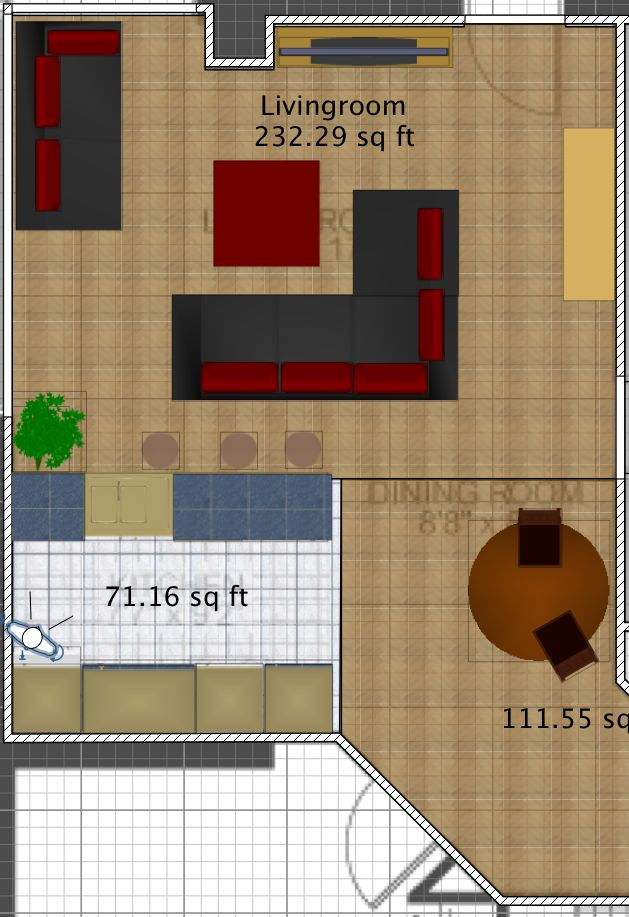
Plan 2D
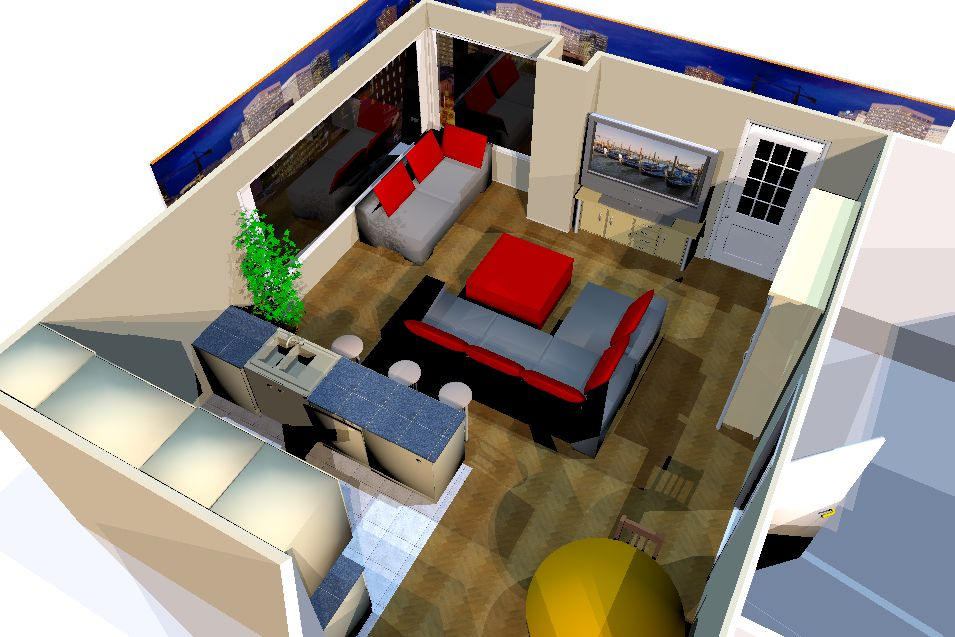
Vue 3D
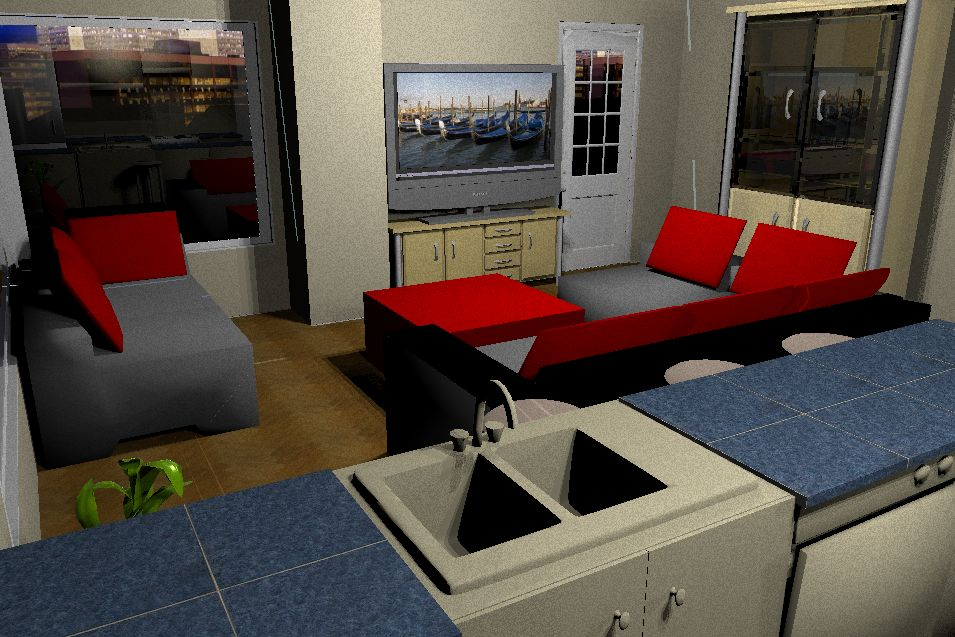
Rendu